# الشمس لا تغيب (فلم 1939)
الشمس لا تغيب (بالإنجليزية: The Sun Never Sets) فيلم دراما أمريكي، تم عرضه عام 1939 من إخراج رولاند لي وبطولة باسل راثبون.

## روابط خارجية
- مقالات تستعمل روابط فنية بلا صلة مع ويكي بيانات